# موشه کحلون
موشه کحلون (عبری: משה כחלון؛ زادهٔ ۱۹ نوامبر ۱۹۶۰) سیاستمدار، وزیر دارایی و رهبر حزب کولانو اسرائیل است.